# Достицький сільський округ (Байтерецький район)
Дости́цький сільський округ (каз. Достық ауылдық округі, рос. Достыкский сельский округ) — адміністративна одиниця у складі Байтерецького району Західноказахстанської області Казахстану. Адміністративний центр — село Достик.
Населення — 5132 особи (2021; 4272 у 2009, 3906 у 1999, 4387 у 1989).
Станом на 1989 рік існувала Фурмановська сільська рада (села Факел, Фурманово) колишнього Приурального району, села Красний Урал та Чувашинське перебували у складі Макаровської сільської ради. 1993 року вони утворили окремий Чувашинський сільський округ. 2000 року Фурмановський сільський округ отримав сучасну назву. 2013 року було ліквідовано Чувашинський сільський округ, села Чувашинське та Красний Урал передано до складу Достицького сільського округу, село Факел Достицького сільського округу передано до складу Макаровського сільського округу.

## Склад
До складу округу входять такі населені пункти:
| Населений пункт    | Старі назви | Населення, осіб (1989) | Населення, осіб (1999) | Населення, осіб (2009) | Населення, осіб (2021) |
| ------------------ | ----------- | ---------------------- | ---------------------- | ---------------------- | ---------------------- |
| Достик, село       | Фурманово   | 3403                   | 2926                   | 3588                   | 4471                   |
| Красний Урал, село | -           | 254                    | 232                    | 99                     | 65                     |
| Чувашинське, село  | -           | 730                    | 748                    | 585                    | 596                    |